# Milky Chance
Milky Chance — немецкий поп-фолк-рок-трио с элементами регги и электронной музыки, состоящее из вокалиста и гитариста Клеменса Ребайна, диджея и продюсера Филиппа Дауша и гитариста Антонио Грегера. Являются выходцами из города Кассель. Сотрудничают с лейблом Lichtdicht Records.

## Карьера

### Ранние начинания
Клеменс Ребайн и Филипп Дауш получили среднее образование в школе имени Якоба Гримма. Клеменс играл в джаз квартете под названием Flown Tones, где играл на бас-гитаре. Филипп был диджеем.

### 2012—2016:Sadnecessary
В 2012 году они выложили свои песни в интернет. Наибольшее внимание привлекла песня «Stolen Dance». В 2013 они выпустили альбом Sadnecessary, который включал такие треки, как «Stolen Dance», «Running» и «Down by the River». И альбом, и дебютный трек «Stolen Dance» занимали высокие места в чартах в Германии, в Нидерландах, в Австрии, в Швейцарии и в Португалии.

### 2017:Blossom
17 марта 2017 года вышел второй альбом группы — Blossom. Задолго до выхода были выпущены клипы на два трека с альбома : «Doing Good» (2017), "Cocoon " (2016). Обычная версия альбома включает в себя 16 песен (14 студийных песен и 2 акустические версии). Deluxe-версия включает в себя 20 песен (14 студийных песен и 6 акустических версий).

## Дискография
Студийные альбомы
| Sadnecessary                                                                | - Выпущен: 18 октября 2013 года - Лейбл: Lichtdicht - Формат: Загрузка, CD     | 14 | 8 | 23 | 15 | 5  | 51 | 15 | 25 | 14 | 36 | 17 |
| Blossom                                                                     | - Выпущен: 17 марта 2017 года - Лейбл: Muggelig Records - Формат: Загрузка, CD | 5  | 8 | 12 | 81 | 77 | 40 | —  | —  | 8  | —  | 64 |
| «—» означает, что альбом не попал в чарт или не издавался в данном регионе. |                                                                                |    |   |    |    |    |    |    |    |    |    |    |

Мини-альбомы
| Название        | Подробности                                                       | Высшие позиции в чартах | Высшие позиции в чартах |
| Название        | Подробности                                                       | US                      | US Heat                 |
| --------------- | ----------------------------------------------------------------- | ----------------------- | ----------------------- |
| Stolen Dance EP | - Выпущен: 9 мая 2013 года - Лейбл: Lichtdicht - Формат: Загрузка | 181                     | 5                       |

Синглы
- 2013: «Stolen Dance»
- 2014: «Down by the River»
- 2014: «Flashed Junk Mind»
- 2016: «Cocoon»
- 2017: «Doing Good»
- 2017: «Blossom»